# Східноіндійський захист
Східноіндійський захист — шаховий дебют, що характеризується ходами:
1. d4 Kf6
2. Kf3 g6

## Опис
Дебют є дуже спорідненим із звичайним Королівсько-індійський захистом і часто вважається його варіантом. Різницею є те, що білі ще не зіграли c4, що залишає більше варіантів для ходів.
Якщо білі зіграють раннє c4, то дебют перетворить у Королівсько-індійський. Також білі можуть  підтримати ранній випад на e4, перетворивши дебют у Захист Пірца. Якщо не відбулась транспозиція, то можливі чотири незалежні популярні продовження:
- 3.g3 (варіант Пшепюрка, дуже схожий до фіанкетувального варіанту Королівсько-індійського захисту)
- 3.Bg5 (система Торре, яку можна вважати варіантом атаки Торре)
- 3.Bf4 (Лондонська система)
- 3.Nc3 (атака Баррі)[1]

Енциклопедія Шахових Дебютів (ECO) класифікує Східноіндійський захист кодами A49 — для атаки Пшепюрка та A48 для інших.

## Фіанкеттобез c4
1.d4 Кf6 2.Кf3 g6 3.g3 є Королівсько-індійським, Фіанкетто без c4. Його також можна отримати через 1.Кf3 рядки. Чорні майже завжди грають 3…Сg7. Біліть можуть зіграти 4.c4 або 4.Сg2.
Після 4.Сg2, чорні можуть зіграти …0-0, …d5, або …d6. 4…d5 дає Неоґрюндфельський захист з 5.c4 або 5.0-0 0-0 6.c4. 4…d6 те саме, що й 4…0-0 з 5.c4 0-0 або 5.0-0 0-0.
Опісля 4…0-0, білі можуть зіграти 5.c4 або 5.0-0.
Після ходу 5.0-0, чорні можуть зіграти …d6 або…d5. 5…d5 дає Неоґрюндфельський захист опісля 6.c4.
Після ходу 5…d6, білі зазвичай гратимуть 6.c4 для варіанту з фіанкетуванням, але можливі й інші ходи.

## Показова гра
Смислов і Сакс, 1979
1.Кf3 Кf6 2.g3 g6 3.Сg2 Сg7 4.0-0 0-0 5.d4 d6 6.Кc3 Кbd7 7.e4 e5 8.dxe5 dxe5 9.b3 b6 10.a4 Сb7 11.Кd2 Тe8 12.Сa3 Сf8 13.Сxf8 Кxf8 14.Кc4 Кe6 15.Тe1 Фd4 16.Кd5 Kpg7 17.Фf3 Сxd5 18.exd5 e4 19.Фd1 Кxd5 20.Сxe4 Тad8 21.Сxd5 Фxd5 22.Фxd5 Тxd5 23.Тad1 Тed8 24.Тxd5 Тxd5 25.Kpg2 Kpf6 26.Кe3 Тd2 27.Кg4 Крe7 28.Кe3 Kpd7 29.Тd1 Тxd1 30.Кxd1 Кd4 31.Кe3 Kpd6 32.h4 Kpc5 33.Kpf1 Kpb4 34.Kpe1 Kpc3 35.Kpd1 c6 36.Kpc1 Кf3 37.Кc4 f5 38.Кb2 f4 39.Кc4 Кd4 40.Кe5 fxg3 41.fxg3 c5 42.a5 Кxc2 43.axb6 axb6 44.Кd7 Кd4 45.Кxb6 Кe2 46.Kpd1 Кxg3 47.Кd7 Kpb4 48.Kpc2 Кf5 49.Кf8 Кxh4 50.Кxh7 Кf5 51.Кf6 Кd4 52.Kpd3 Kpxb3 53.Кd7 Кe6 54.Кe5 g5 0-1